# Arrondissement de Helmstedt
L'arrondissement de Helmstedt est un arrondissement  ("Landkreis" en allemand) de Basse-Saxe  (Allemagne).
Son chef-lieu est Helmstedt.

## Villes, communes & communautés d'administration
(nombre d'habitants en 2006)
Einheitsgemeinden
1. Büddenstedt (3 053)
2. Helmstedt, ville, commune autonome (25 259)
3. Königslutter am Elm, ville (16 286)
4. Lehre (11 691)
5. Schöningen, ville (12 884)

Samtgemeinden avec leurs communes membres
* Siège de la Samtgemeinde
| - 1. Samtgemeinde Grasleben (4 996) 1. Grasleben * (2 566) 2. Mariental (1 126) 3. Querenhorst (575) 4. Rennau (729) - 2. Samtgemeinde Heeseberg (4 347) 1. Beierstedt (478) 2. Gevensleben (748) 3. Ingeleben (439) 4. Jerxheim * (1 269) 5. Söllingen (660) 6. Twieflingen (753) | - 3. Samtgemeinde Nord-Elm (6 173) 1. Frellstedt (913) 2. Räbke (702) 3. Süpplingen * (1 830) 4. Süpplingenburg (681) 5. Warberg (927) 6. Wolsdorf (1 120) - 4. Samtgemeinde Velpke (12 699) 1. Bahrdorf (2 055) 2. Danndorf (2 165) 3. Grafhorst (1 065) 4. Groß Twülpstedt (2 736) 5. Velpke * (4 678) |

Territoires inoccupés
(Surface en km2, tous les territoires inhabités)
1. Brunsleberfeld (Terr. inoccupé) (4,09)
2. Helmstedt (Terr. inoccupé) (18,56)
3. Königslutter (Terr. inoccupé) (8,90)
4. Mariental (Terr. inoccupé) (15,81)
5. Schöningen (Terr. inoccupé) (11,92)